# Bibliothekswesen in der Schweiz

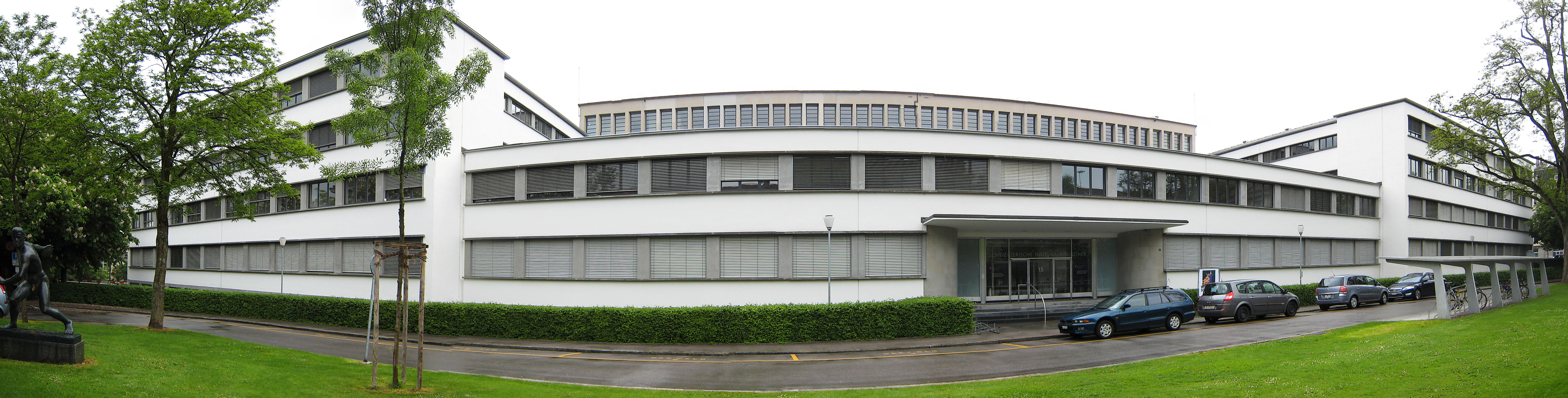
Die Schweizer Nationalbibliothek

Das Bibliothekswesen in der Schweiz hat eine lange Geschichte, ist vielgestaltig organisiert und durch den technischen Fortschritt steten Veränderungen unterworfen.

## Geschichte
In der Schweizer Bibliotheks-Geschichte gibt es eine lange Tradition von städtischern sowie von Kloster- und Hochschulbibliotheken. Klosterbibliotheken mit angeschlossenen Skriptorien wurden in der Regel von Anfang der Planung des Klosters an konzipiert und eingerichtet. Eine der ältesten klösterlichen Bibliotheken ist die Stiftsbibliothek St. Gallen von 719 aus der Zeit von Abt Otmar von St. Gallen.
Bürgerbibliotheken entstanden im Lauf des 17. Jahrhunderts. So gehen etwa die Winterthurer Bibliotheken auf die Bürgerbibliothek von 1660 zurück. Die Stadtbibliothek Winterthur hatte bis 1860 12'000 Bände gesammelt, im Jahr 1900 waren es schon 45'000.
Eine lange Geschichte haben ebenfalls die Seminarbibliotheken von Hochschulen, auf die viele kantonale Bibliotheken ganz oder teilweise zurückgehen, so die der Theologischen Fakultät der Universität Zürich  auf das Jahr 1525 und das sogenannte Lektorium mit seiner theologische Fachbibliothek.

## Trägerschaft

### Öffentliche Hand als wesentliche Trägerin
Das Bibliothekswesen der Schweiz wird durch verschiedene gesetzliche Grundlagen berührt, auf Bundesebene beispielsweise das Nationalbibliotheksgesetz, welches auch das Schweizerische Literaturarchiv regelt. Bibliotheksregelungen können aber auch durch die jeweiligen Institute und Bibliotheken durchgeführt werden, wie bei der ETH Zürich durch die ETH-Gesetzgebung berührt. Die akademische Lehrfreiheit findet an der Instituts-Bildungsfreiheit innerhalb der Hochschule ihre Grenzen, wird innerhalb der Institute aber auch durch die Bibliotheks-Bildungsfreiheit und den Pluralismus innerhalb der Zielvorgabe ausgedrückt. Wie jeder Betrieb führt auch die öffentliche Hand für ihre internen Fragestellungen auch interne Bibliotheken, die früher aus einem kleinen Handapparat und später Präsenzbestand entstanden sind und mit der Zeit zu einer äusseren und eigenen, vom Publikum wahrgenommenen Bibliothek wurde, wie zum Beispiel die Eidgenössische Parlaments- und Zentralbibliothek.
Kantonale Bibliotheksgesetze gibt es im Tessin und in Luzern seit 2007. In St. Gallen gibt es ein solches seit 2013, als Folge einer Volksinitiative für zeitgemässe Bibliotheken. In St. Gallen wird im Gesetz ausdrücklich auf die bibliothekarische Grundversorgung hingewiesen.
Die Schweizerische Nationalbibliothek sammelt Publikationen, die in der Schweiz erschienen sind, sich auf die Schweiz oder auf Personen mit schweizerischem Bürgerrecht oder Wohnsitz beziehen oder von schweizerischen oder mit der Schweiz verbundenen Autoren geschaffen oder mitgestaltet werden, und zwar unabhängig von der Sprache. Es besteht in der Schweiz jedoch keine Verpflichtung für die Verlage und Herausgeber Pflichtexemplare abzuliefern. Die Schweizerische Nationalbibliothek hat stattdessen Einzelverträge mit den Verlegern abgeschlossen. Graue Literatur wird daher nur lückenhaft erfasst.

### Private Trägerschaften
Private Bibliotheken werden meistens von Firmen und Vereinen getragen. Die GGG Stadtbibliothek Basel wird z. B. von der Gesellschaft für das Gute und Gemeinnützige Basel getragen wird. Private Träger werden teilweise von der öffentlichen Hand unterstützt, so etwa jener der SBS Schweizerischen Bibliothek für Blinde, Seh- und Lesebehinderte.
Überwiegend privat finanziert und organisiert werden zahlreiche fachliche, kulturelle oder weltanschauliche Spezial-Bibliotheken (Beispiel Centre International de Recherches sur l’Anarchisme). Private Trägerschaften oder sogar Einzelpersonen betreiben auch sehr kleine Bibliotheken, wie die sogenannten One Person Libraries.

## Grösse der Bibliotheken
Alleine die ETH-Bibliothek in Zürich wies für 2013 einen Bestand von 2,88 Mio. Druckschriften (Monographien) bei 301'000 Ausleihen aus, bei einem Gesamttotal von 7,79 Mio. analogen und 4,57 Mio. digitale Ressourcen.
Die Zentralbibliothek Zürich wies 2013 6,5 Mio. Einheiten aus, bei 4,4 Mio. Einzelwerken und Zeitschriftenbänden bei 921'701 Ausleihen. Mehr als 50'000 Einzelkunden liehen in diesem Jahr Bücher aus.
Im Juli 2014 hat das Bundesamt für Statistik detaillierte Zahlen über die Bibliotheken in der Schweiz veröffentlicht. So wurde die Aargauer Kantonsbibliothek 2013 über 120'000 mal besucht, die GGG Stadtbibliothek Basel 820'000 mal und die Bibliothèques municipales de la Ville de Genève 634'000 mal. Bei den mittelgrossen Städten verzeichneten etwa die Bibliothek in Rapperswil-Jona über 51'000 Bibliotheksbesuche, jene in Langenthal 61'000 und in Vevey 32'000 Besuche.

## Bibliotheken aus der Sicht der Bibliotheks-Benutzenden
Für Bibliotheksbenutzer stehen digitale Verbundkataloge zur Verfügung, wobei die Anzahl der angeschlossenen Bibliotheken steigende Tendenz aufzeigt. Auch hat die Ausleihe von elektronischen Büchern in den letzten Jahren kontinuierlich zugenommen. und damit auch die bibliothekarische Vernetzung, um die Ausleihe solcher Werke möglich zu machen: Elektronische Bibliothek Schweiz. Neue Dienstleistungen wie etwa die Onleihe (Online-Ausleihe) sind entstanden, wo verschiedene Arten von elektronischen Dateien ausgeliehen werden. In jüngerer Vergangenheit sind regionale Systeme von elektronischen Bibliotheken entstanden wie die Digitale Bibliothek Ostschweiz.
Die Initiative Bibliotheken in der Schweiz im Umfeld der Schweizerischen Arbeitsgemeinschaft der allgemeinen öffentlichen Bibliotheken will in allen Kantonen Initiativen einreichen, um das Bibliothekswesen zu fördern. Die Kosten einer Ausleihe für die Trägerschaft, meistens die politische Gemeinde, soll von Fr. 6.80 auf unter 5 Franken fallen. 44 Prozent der Bevölkerung nutzen die Bibliothek gemäss Angaben des Bundesamts für Statistik.

## Bibliotheken aus der Sicht der Bibliotheks-Schaffenden
Eine der bekannteren bibliothekarischen Kooperationen ist die Swissbib. Durch Kooperationen wie etwa die Bibliothek Information Schweiz stehen die Bibliotheken und Dokumentationsstellen miteinander in Kontakt.
Im Umfeld von ETH Zürich und École polytechnique fédérale de Lausanne und anderen praxis-orientierten Bildungsstätten ist die Vernetzung zwischen Forschung, Lehre und Anwendung besonders intensiv, was sich auch auf die Art der Bibliotheken auswirkt: Beispiel sind etwa die Sportmediathek Magglingen und das Rolex Learning Center in Lausanne.
Auf der Meta-Ebene der Wissensvernetzung spielt die Bibliotheks-Soziologie eine Rolle. Eine Bibliothek ist meistens ein Untersystem eines grösseren Organismus', der ausformulierte Ansprüche an die Kosten-Nutzen-Beziehung stellt. Eine Bibliothek leistet einen Beitrag zu partizipativen Strukturen in einer Demokratie und gibt Einblick in die verschiedenen Teilsysteme der Gesellschaft. Sie analysiert aber auch auf der Mediennutzungs-Ebene, zum Beispiel die bevorzugten Leseorte der Buchbenutzer, die Informations-Kompetenz von Bibliothekspersonal, aber auch die Entwicklung der Bibliothekswissenschaft als Ganzes.
Buchbestände, die in den Kernbibliotheken nicht oft nachgefragt werden, müssen nicht an teurere Standorten untergebracht werden. Zur Effizienz-Steigerung bei der Buchaufbewahrung sind Projekte entstanden wie die Kooperative Speicherbibliothek Schweiz.
Um den Leser die Recherche zu erleichtern, haben sich verschiedene Bibliotheken und Bibliotheksnetze für einen gemeinsamen Suchkatalog für die Schweiz zusammengetan.
Vernetzung International: In der medienwissenschaftlichen Forschung hat ein internationales Forschungsgremium 2014 unter wesentlicher Beteiligung der Hochschule für Technik und Wirtschaft Chur und der ETH-Bibliothek einen weltweit stark beachteten Bericht über die Schlüssel-Trends bei den heutigen Bibliotheken präsentiert.

## Vernetzung zwischen Verlagen und Bibliotheken
In den Kantonen Waadt, Genf und Freiburg haben die Verlage die Pflicht, ein Pflichtexemplar (dépôt légal) an die öffentliche Hand abzuliefern.